# Sorbinil
Sorbinil je  inhibitor aldozne reduktaze. Pfizer je razvijao ovaj molekul za lečenje dijabetičkih komplikacija, kao što us neuropatija i retinopatija. Klinička ispitivanja tokom 1980-tih su pokazala da ovaj materijal manifestuje idiosincratičnu toksičnost. Kod pojedinih pacijenata je uzrokovao blag osip kože, dok je reakcija jednog drugog dela pacijanata bila daleko gora. Kod njih se koža oljuštila do te mere da im je bio neophodan tretman za opekotine.

## Literatura
1. ↑   уреди
2. ↑  Evan E. Bolton; Yanli Wang; Paul A. Thiessen; Stephen H. Bryant (2008). „Chapter 12 PubChem: Integrated Platform of Small Molecules and Biological Activities”. Annual Reports in Computational Chemistry. 4: 217—241. doi:10.1016/S1574-1400(08)00012-1.
3. ↑  Sorbinil
4. ↑  MacCari, R; Del Corso, A; Giglio, M; Moschini, R; Mura, U; Ottanà, R (2011). „In vitro evaluation of 5-arylidene-2-thioxo-4-thiazolidinones active as aldose reductase inhibitors”. Bioorganic & medicinal chemistry letters. 21 (1): 200—3. PMID 21129963. doi:10.1016/j.bmcl.2010.11.041.
5. ↑  Lila Guterman (септембар 2011). „Covalent drugs form long-lived ties”. C&EN. 89: 19—26.

## Spoljašnje veze
|  | Molimo Vas, obratite pažnju na važno upozorenje u vezi sa temama iz oblasti medicine (zdravlja). |